# Velechrám

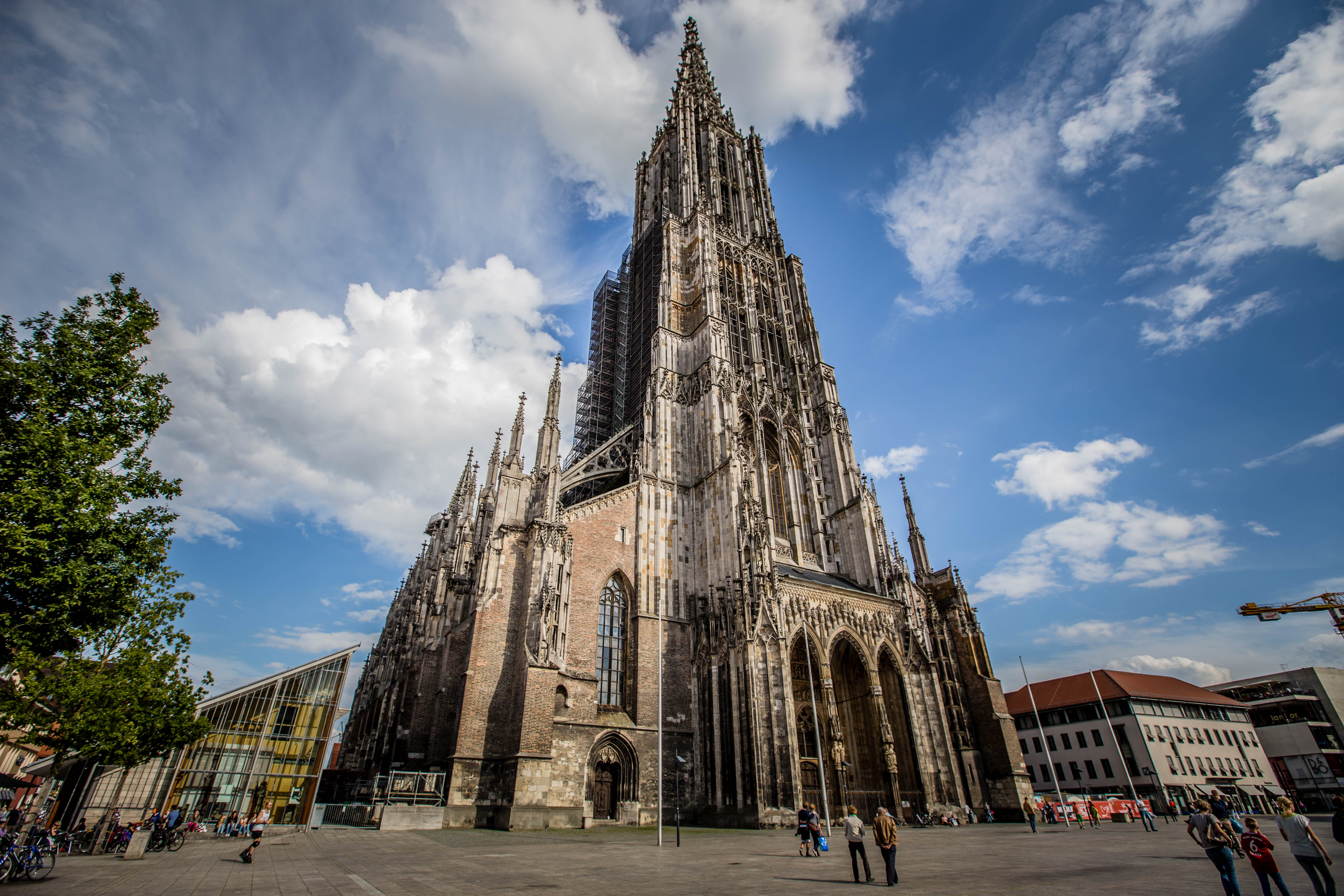
Velechrám v Ulmu

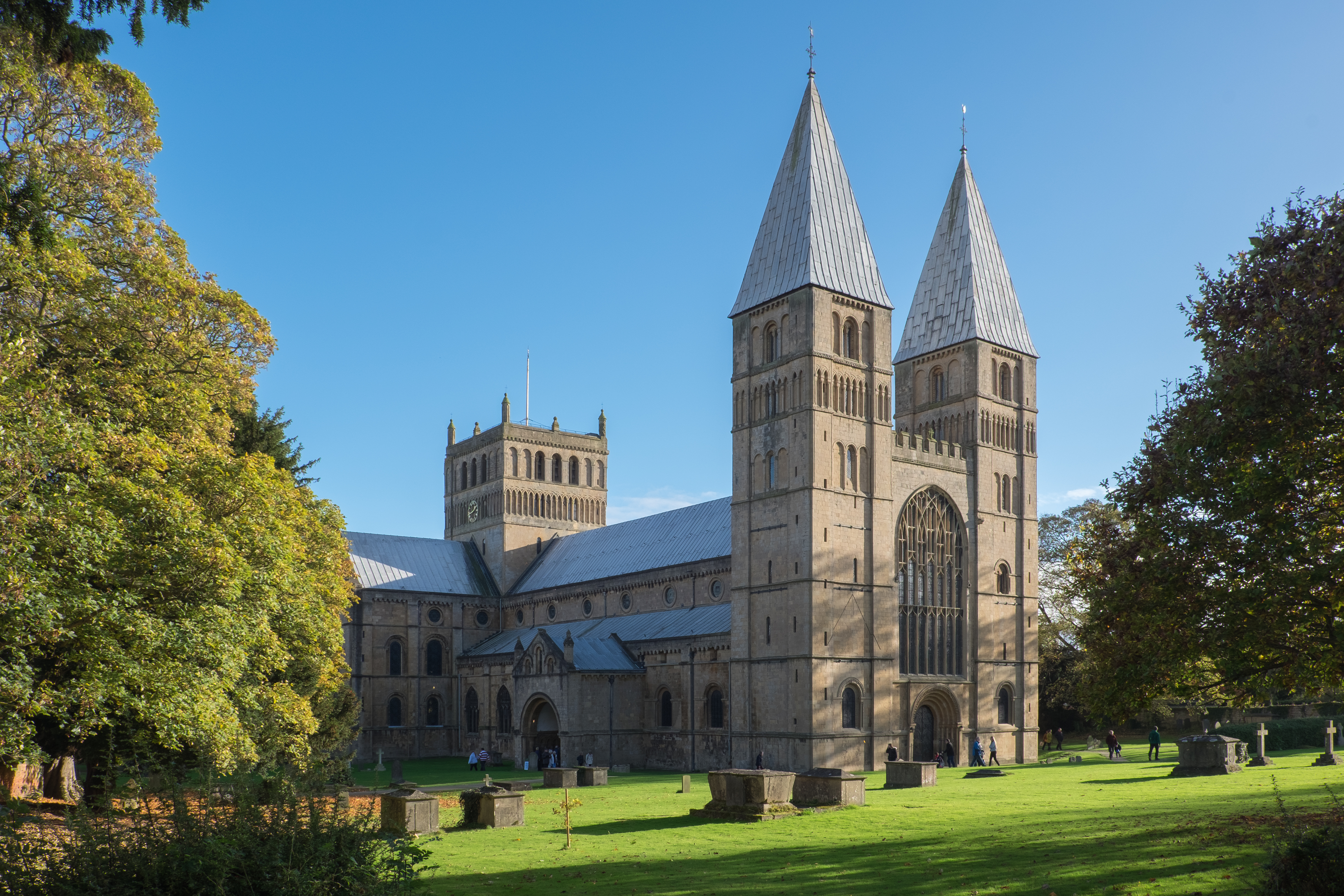
Southwellský minstr

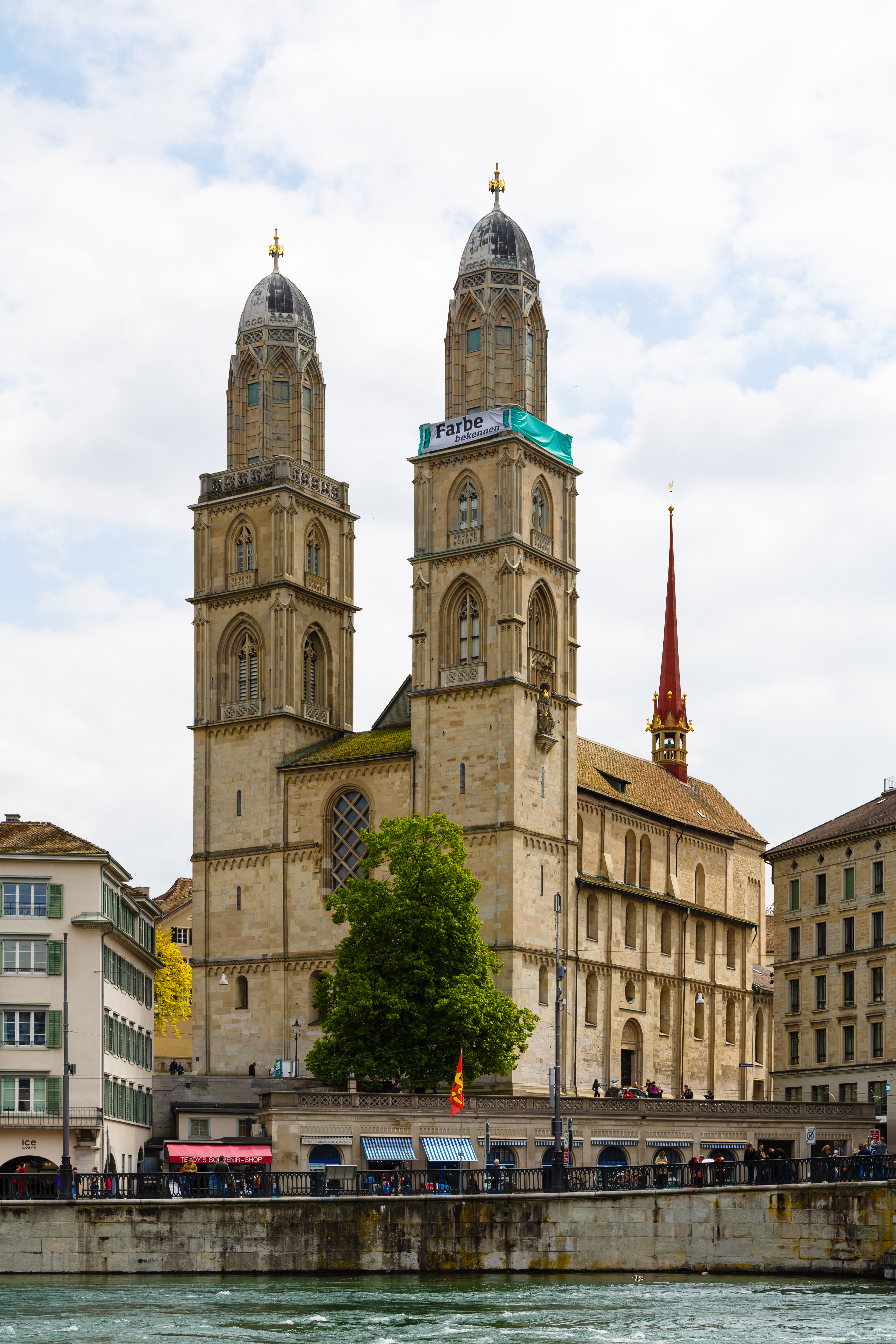
Grossmünster v Curychu

Velechrám (též minstr, minster, münster; někdy nazývaný dóm) je čestný titul, který drží některé kostely v protestantských zemích, jedná se o kostely významností souměřitelné s katedrálou. Původně se jednalo o kostel, který nebyl farním, ale tvořil součást kláštera nebo se jednalo o kostel kapitulní či kolegiátní. 
Pojem minstr se poprvé objevil v zřizovacích listinách v 7. století v Anglii. Původ slova lze hledat v latinském výrazu monasterium (z řeckého „μοναστήριον“ – monastérion) označující klášter, i když, jak bylo zmíněno, nemuselo se jednat pouze o klášterní kostel. Rozmachu dosáhly minstery v anglosaské Anglii v 10. století. Jejich význam poklesl spolu se systematickým zaváděním systému farností a farních kostelů od 11. století. Titul se nadále užíval v pozdně středověké Anglii k propůjčení důstojnosti v těch případech, kdy katedrála, klášter, kolegiátní nebo farní kostel vznikl na základě anglosaské zakládací listiny. Později ztratil titul na významu a začal se používat pro jakýkoliv větší či významnější kostel, zvláště pro kolegiátní či katedrální kostel. V 21. století začala anglikánská církev udělovat titul minstru i farním kostelům. 
V Německu bývají jako minstr označovány velké protestantské kostely, které svým významem odpovídají katedrálám, ale nikdy sídlem biskupa nebyly – např. velechrám v Ulmu.
Mezi další příklady velechrámů patří Yorská katedrála, Westminsterské opatství, Lincolnská katedrála a Southwellský minstr v Anglii; velechrám v Ulmu, Katedrála P. Marie v Cáchách, kostel sv. Martina v Landshutu, Kostnický velechrám a Bonnský velechrám v Německu; Basilejský minstr, Bernský minstr a Grossmünster v Curychu ve Švýcarsku.